# Матін Бальсіні
Матін Бальсіні (1 січня 2001) — іранський плавець.
Учасник Олімпійських Ігор 2020 року, де в попередніх запливах на дистанції 200 метрів батерфляєм посів 33-тє місце і не потрапив до півфіналів.
Наразі Матін тренується у міському клубі плавання Гілфорда під керівництвом тренера Лі Спіндлоу.